# Pressa idraulica

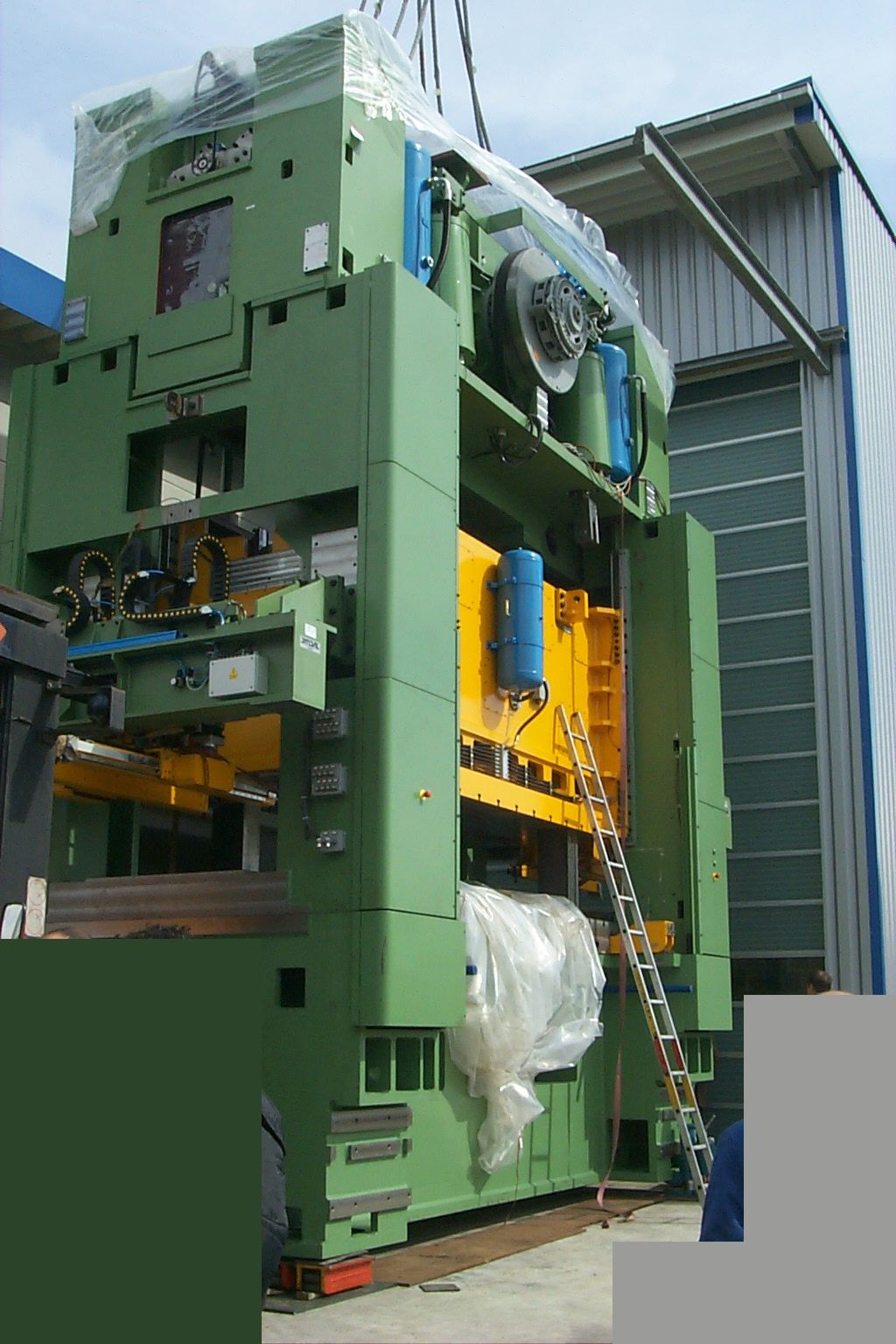
Una pressa meccanica con transfer LT

Una pressa idraulica è un'apparecchiatura meccanica che sfrutta lo scorrere di un fluido (in genere olio idraulico) per sviluppare una forza, utilizzata per comprimere materiali di diverso genere in modo da compattarli ed eventualmente imballarli.

## Storia
Fu inventata nel 1795 dal meccanico Joseph Bramah sulla base della legge di Pascal.

## Descrizione e funzionamento
I componenti di una generica pressa idraulica sono schematizzati come segue:
Un serbatoio d'olio, una pompa idraulica, un motore (in genere elettrico) per azionare la pompa, un fascio tubiero ad alta pressione, una valvola a due vie, un pistone idraulico a doppio effetto, una struttura di sostegno e di contenimento del materiale da comprimere.
La struttura apribile consente il caricamento del materiale da pressare.
La pompa idraulica invia l'olio sotto pressione al pistone, regolata dalla valvola a due vie. Il pistone collegato ad un'apposita piastra riduce lo spazio comprimendo il materiale. 
Al termine della compressione la valvola viene azionata nella seconda posizione in modo da inviare l'olio nella parte anteriore del pistone, facendogli compiere il percorso contrario per rimetterlo in posizione di riposo.

Principio di funzionamento

 Il loro funzionamento si basa sulla applicazione della Legge di Pascal. Si osservi la figura: nel primo pistone, quello di sinistra, si applica la forza {\displaystyle F_{1}} a una superficie {\displaystyle S_{1}}, generando la pressione relativa {\displaystyle p_{r}={\frac {F_{1}}{S_{1}}}}, che si esercita su tutte le superfici del cilindro (oltre, naturalmente, a quella del pistone). Per la legge di Pascal, essendo comunicanti i due cilindri, anche nelle superfici del secondo dovrà esercitarsi la medesima pressione relativa {\displaystyle p_{r}}. Tuttavia la superficie del secondo pistone è {\displaystyle S_{2}>S_{1}}: di conseguenza, dovendo rimanere identica la pressione ma essendo aumentato il fattore superficie a denominatore, dovrà aumentare quello forza a numeratore.
In altri termini, all'aumentare proporzionale della superficie deve aumentare allo stesso modo anche la forza necessaria a mantenere l'uguaglianza della pressione. Per esempio, supponiamo che la superficie del secondo pistone sia il doppio di quella del primo. La pressione assoluta all'interno delle due camere è {\displaystyle p_{a}=p_{0}+{\frac {F_{1}}{S_{1}}}=p_{0}+{\frac {F_{2}}{S_{2}}}}, cioè {\displaystyle p_{r}={\frac {F_{1}}{S_{1}}}={\frac {F_{2}}{2S_{1}}}}. Risolvendo rispetto a {\displaystyle F_{2}} troviamo {\displaystyle F_{2}={\frac {2S_{1}}{S_{1}}}F_{1}=2F_{1}}. Raddoppiando la superficie del secondo cilindro raddoppiamo anche la forza in uscita.
Le pressioni generate possono andare da pochi chilogrammi alle migliaia di tonnellate al metro quadro.

## Applicazioni
Le presse idrauliche hanno moltissimi impieghi, soprattutto dove sono necessarie forze rilevanti. 

## Sicurezza
Per motivi di sicurezza è previsto l'inserimento nel circuito di alta pressione una valvola che si apre in caso la pressione sia eccessiva.